# بيل كرابتري
بيل كرابتري هو سياسي أسترالي، ولد في 31 مايو 1915، وتوفي في 12 يوليو 2001. نشط حزبياً في حزب العمال الأسترالي. وقد انتخب عضو الجمعية التشريعية لنيو ساوث ويلز ‏.